# Sèrie 91 de SFM
La sèrie 91 de SFM, també coneguda com a sèrie 9100, és una sèrie d'unitats de tren tramvia o tren-tram fabricades per Vossloh a Albuixec, País Valencià, entre els anys 2009 i 2011 per als Serveis Ferroviaris de Mallorca (SFM).

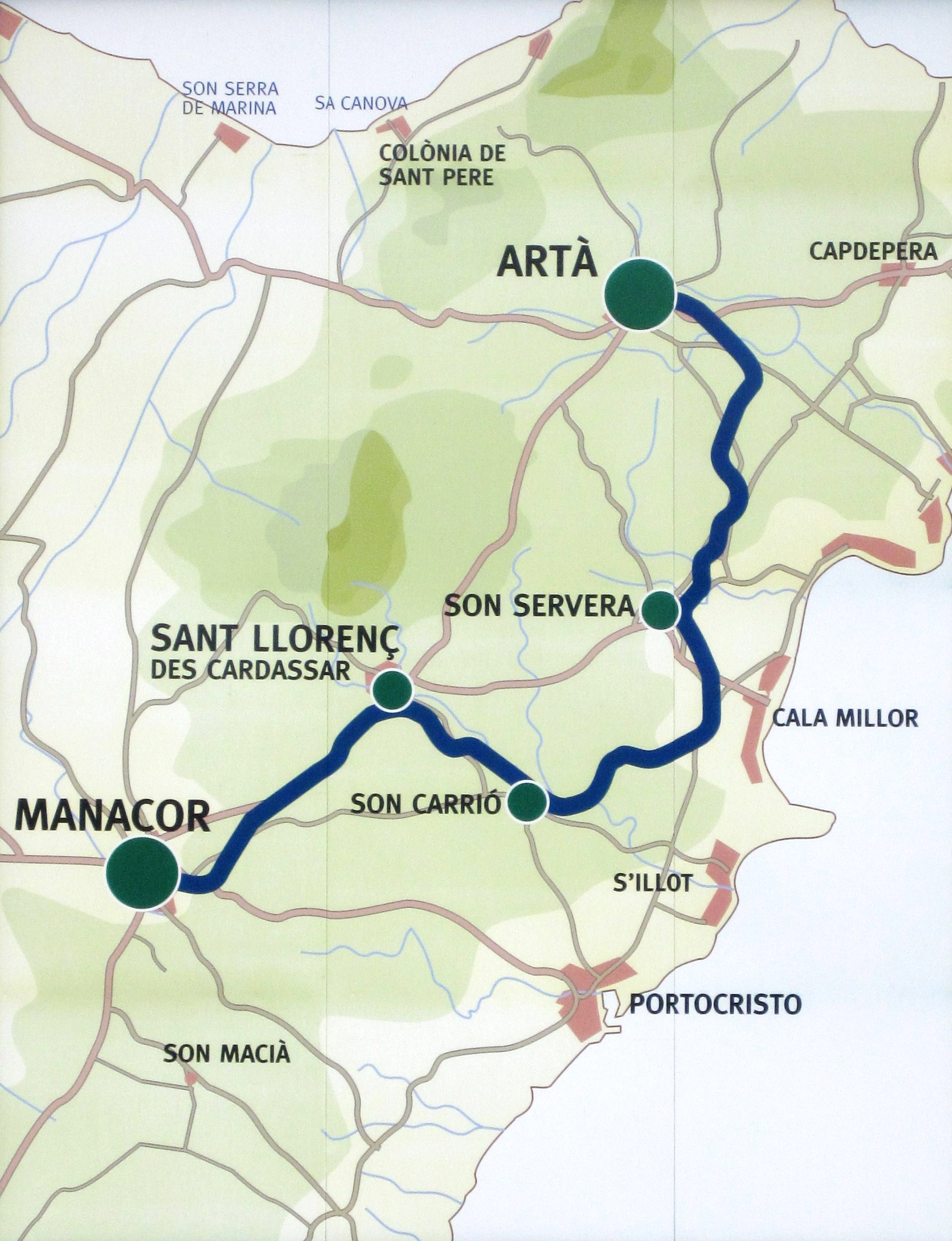
Mapa de la línia Manacor-Artà

Les unitats elèctriques de tren-tram de la sèrie 91 foren construïdes per l'empresa Vossloh entre els anys 2009 i 2011 per a la reobertura de la línia de tren-tramvia Manacor-Artà, tancada l'any 1977. Com que les obre de dita línia van romandre paralitzades, els trens restaven sense ús a les cotxeres i algunes estacions. Ja a les darreries de l'any 2012, la sèrie 91 començaria a prestar el servei directe entre Palma i Inca, denominat Inca Express o T1e.
La sèrie 91 és una unitat de tren elèctrica, bidireccional i que pot circular en superficie i sota terra. El tren-tram pot circular per vies de ràdis de corva i pendents variades com ara les de zones urbanes, admetent radis mínims de 30 metres i pendents màximes del 6%. Els trens poden assolir una velocitat màxima de 100 quilòmetres per hora (Km/h) com a tren suburbà, amb una gran capacitat d'acceleració de 1'2 m/s² i com a tramvia amb alta energia de frenat i una velocitat màxima de 70 km/h en trams urbans. Cada unitat de la sèrie està formada per 3 cotxes articulats. Hi ha dos motors en cada unitat, un en cadascú dels extrems. Els vagons dels extrems tenen aproximadament un 60% de plataforma baixa, 36 centimetres per damunt de la superficie del terra. L'interior del vehicle és diàfan, amb àmplis corredors de intercomunicació entre els cotxes, creant així un únic espai per al passatger. Té dues portes per banda als cotxes dels extrems, aire condicionat, suspensió pneumàtica i espai reservat per a persones amb mobilitat reduïda i per a bicicletes.